# 可程式化自動化控制器

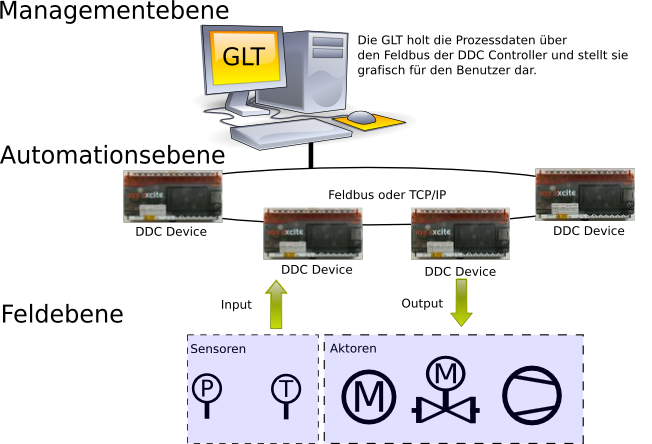
簡單的PAC範例

可程式自動化控制器（Programmable Automation Controller，PAC）為結合可程式控制器（PLC）與工業電腦（IPC）的多功能工業用自動化控制器，硬體結合可程式控制器的耐用度以及工業電腦的強大功能，而且採用IEC 61131-3開放式且高彈性的軟體架構。